# Kwileń
Kwileń – wieś w Polsce położona w województwie wielkopolskim, w powiecie pleszewskim, w gminie Chocz. Jest drugą co do liczby ludności miejscowością w gminie. Kwileń położony jest przy drodze wojewódzkiej 442 Kalisz- Września. Przez miejscowość przepływa Prosna.
W latach 1954–1961 wieś należała i była siedzibą władz gromady Kwileń, po jej zniesieniu w gromadzie Chocz. W latach 1975–1998 miejscowość administracyjnie należała do województwa kaliskiego.